# Michael von Cesena

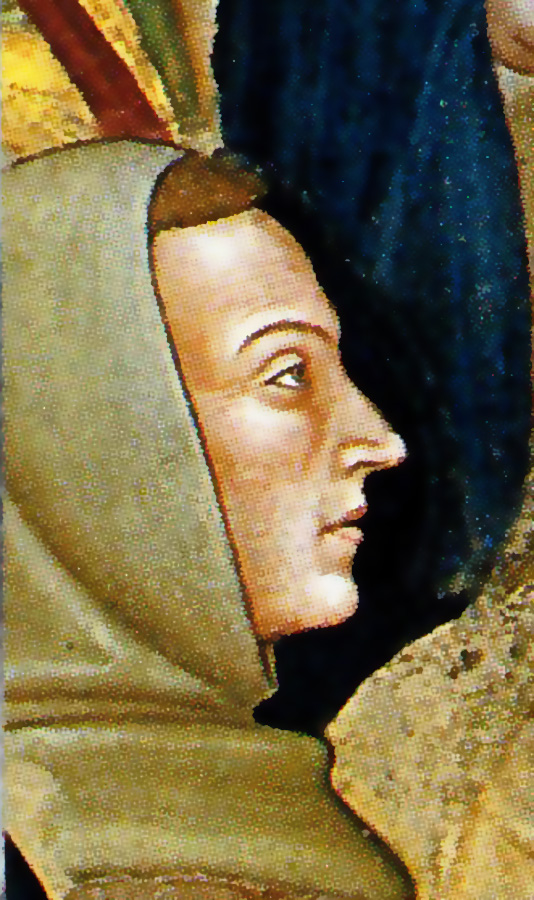
Michael von Cesena

Michael von Cesena (* ca. 1270 in Cesena; † 29. November 1342 in München) war von 1316 bis 1328 16. Ordensgeneral der Franziskaner.

## Leben

### Frühe Jahre
Michaels genaues Geburtsdatum und der Zeitpunkt seines Eintritts in den Franziskanerorden sind unbekannt. Er studierte in Paris und lehrte 1315 und 1316 als Magister Theologie in Bologna. Unter anderem verfasste er Kommentare zur Heiligen Schrift und zu den Sentenzen des Petrus Lombardus.

### Der Armutsstreit
1316 wurde Michael auf dem Generalkapitel von Neapel zum Nachfolger des verstorbenen Generalministers Alexander von Alexandria gewählt und erließ noch im selben Jahr neue Ordenskonstitutionen, die sich eng an die Statuten Bonaventuras von 1260 anlehnten. Mit der Wahl Johannes XXII. zum Papst begann nach 1316 der Druck auf die dem radikalen Armutsideal anhängenden Brüder des Ordens erneut zu wachsen. Obwohl er mit diesen Spiritualen sympathisierte, bezog Michael zunächst Stellung auf päpstlicher Seite, da er die Einheit des Ordens über seine persönlichen Prämissen stellte. Mit einem Machtwort setzte er die päpstliche Bulle Quorundam exigit durch, die frühere Verordnungen Nikolaus III. und Clemens V. präzisierte, und ließ Versammlungen der Spiritualen in den Franziskanerkonventen von Narbonne und Béziers auflösen.
Vier Brüder, die sich der päpstlichen Bulle nicht beugen wollten, wurden in Marseille öffentlich verbrannt; die Schriften des unter den Spiritualen beliebten Joachimiten Petrus Johannes Olivi ließ Michael auf dem Generalkapitel des Jahres 1319 verbieten.
1321 begann an der päpstlichen Kurie in Avignon schließlich eine Grundsatzdiskussion, die nicht weniger als die Frage nach der Armut Christi und der Apostel zum Inhalt hatte. Was als Streit zwischen dem Dominikaner-Inquisitor Jean de Beaune und dem franziskanischen Lektor Berengar Talon von Perpignan begonnen hatte, zog bald weite Kreise.
1322 berief Johannes XXII. eine Kommission zur Frage der evangelischen Armut ein und hob mit seiner Bulle Quia nonnunquam das Diskussionsverbot in Sachen Armutsfrage auf, welches Nikolaus III. mit Exiit qui seminat über den Franziskanerorden verhängt hatte. Ohne die Ergebnisse der Kommission abzuwarten, verkündete daraufhin das Generalkapitel der Franziskaner in Perugia in einem Rundbrief, Christus und die Apostel hätten keinerlei Besitz gehabt. Die Reaktion des Papstes ließ nicht lange auf sich warten: Mit der Bulle Ad conditorem canonum hob er am 8. Dezember 1322 das virtuelle Eigentumsrecht der Kurie an allen Besitzungen der Franziskaner auf und machte die Brüder somit über Nacht auch de jure zu einem wohlhabenden Orden. 1323 folgte Cum inter nonnullos, die grundsätzlich die Armut Christi verneinte.

### Gefangenschaft in Avignon
1327 lud Johannes Michael an die Kurie nach Avignon ein, um über den allgemeinen Zustand des Ordens zu diskutieren. Waren die Gespräche anfangs von einer freundschaftlichen Atmosphäre geprägt, schlug die Stimmung des Papstes im Januar 1328 um, als er von der Kaiserkrönung Ludwigs des Bayern durch die Patrizier der Stadt Rom erfuhr. Ludwig – seit 1314 deutscher König – stand in scharfer Gegnerschaft zum Papst und hatte schon im Streit um Ad conditorem canonum auf Seiten der Franziskaner Stellung bezogen. 1324 hatte der König den Papst in der Sachsenhausener Appellation der Häresie beschuldigt und wurde daraufhin mit dem Kirchenbann belegt.
Michael bekam nun den ganzen Hass des als jähzornig bekannten Papstes zu spüren: Der Ordensgeneral wurde der Häresie bezichtigt und ihm wurde unter Androhung der Exkommunikation verboten, Avignon zu verlassen. Obwohl er so nicht am Generalkapitel seines Ordens in Bologna teilnehmen konnte und der päpstliche Gesandte Bertrand von Poietto dort Stimmung gegen Michael machte, wurde dieser mit überwältigender Mehrheit von den Delegierten als Ordensgeneral bestätigt.

### Absetzung als Ordensgeneral
Nun zunehmend um seine Sicherheit besorgt, floh Michael mit seinen Ordensbrüdern Wilhelm von Ockham, Franz von Marchia und Bonagratia von Bergamo im Mai 1328 aus Avignon, um bei Ludwig dem Bayern in Pisa Unterschlupf zu suchen, wo auch der vom Kaiser ernannte Gegenpapst Nikolaus V. Quartier bezogen hatte. Ludwig und Nikolaus verkündeten hier die Absetzung Johannes’ XXII., worauf der Avignoneser Papst seinerseits Michael seines Amtes enthob und exkommunizierte, obwohl dieser dem Gegenpapst die Anerkennung verweigert hatte. Während das Ordensoberhaupt mit dem Kaiser über die Alpen zog, verdammte die Mehrheit der Franziskaner unter dem Druck Johannes’ alle Schriften Michaels und seiner Anhänger und wählte Geraldus Odonis zu seinem Nachfolger. In der Bulle Quia vir reprobus warnte der Papst alle Rechtgläubigen vor dem ehemaligen Ordensoberhaupt. Michael antwortete mit der Pisaner Erklärung (Appellatio maior und minor) – einer Verteidigung der Armutsauffassung der Franziskaner gegen die päpstliche Regelauslegung.

### Späte Jahre
Michael sollte Ludwigs Residenz München bis zu seinem Tode nicht mehr verlassen. In weiteren Appellationen (1332, 1334) warf er Johannes XXII. Häresie vor (Visio beatifica)
und forderte die Klärung strittiger Glaubensfragen durch ein dem Papst übergeordnetes Konzil.
1331 schloss ihn das Kapitel von Perpignan aus dem Orden aus und verurteilte ihn in Abwesenheit zu lebenslanger Haft. Zu einer Versöhnung mit der Kurie kam es auch nach dem Tod des Papstes 1334 nicht. Michael griff 1338 Johannes’ Nachfolger Benedikt XII. wegen dessen Festhalten an der Armutsauffassung seines Vorgängers scharf an.
Am 29. November 1342 starb Michael von Cesena schließlich in München und wurde in der dortigen Barfüßerkirche  beigesetzt. Seine schwindende Anhängerschaft – die Michaelisten oder – in Abgrenzung zu den von Olivi inspirierten Spiritualen oder »fraticelli de paupere vita« – auch »fraticelli de opinione« genannt, waren hauptsächlich in der Mark Ancona, Umbrien und im Königreich Neapel vertreten gewesen.
Schon 1359 wurde er offiziell rehabilitiert.